# Gongora galeata
Gongora galeata là một loài lan.